# الموت شولت
الموت شولت (آلمانی: Almuth Schult؛ زادهٔ ۹ فوریهٔ ۱۹۹۱) بازیکن زن فوتبال اهل آلمان است. وی هم‌اکنون به عنوان دروازه‌بان برای باشگاه وولفسبورگ و تیم ملی فوتبال زنان آلمان بازی می‌کند.

## پیشه

### باشگاهی
در سن پنج سالگی شولت کار خود را در باشگاه فوتبال اس‌جی گارتو و پیش از پیوستن در سال ۲۰۰۷ به باشگاه فوتبال هامبورگ آغاز می‌کند. او در سال ۲۰۰۸ به باشگاه فوتبال ماگدبورگ پیوست این تیم در دسته چهارم آلمان بازی می‌کند.